# Andrei Gerea
Andrei Dominic Gerea (n. 8 septembrie 1968, în București) este un om politic român, deputat de Argeș în Parlamentul României din 2004 până în 2020, fost ministru al economiei în cadrul guvernului Victor Ponta (2) și ministru-delegat pentru energie și IMM în guvernul Victor Ponta.

În cadrul activității sale parlamentare, Andrei Gerea a fost membru în următoarele grupuri parlamentare de prietenie:
- în legislatura 2004-2008: Regatul Maroc, Republica Portugheză;
- în legislatura 2012-2016: Republica Portugheză, Republica Arabă Egipt, Republica Finlanda, Republica Elenă, Republica Federală Germania;
- în legislatura 2012-2016: Regatul Țărilor de Jos (Olanda), Republica Arabă Siriană, Republica Turcia;
- în legislatura 2016-2020: Regatul Țărilor de Jos (Olanda), Republica Portugheză, Muntenegru.

Decembrie 2016 - februarie 2019, Andrei Gerea a fost membru al Biroului Permanent al Camerei Deputaților, cu funcția de chestor.